# Republikánská stranická shromáždění v Iowě 2008

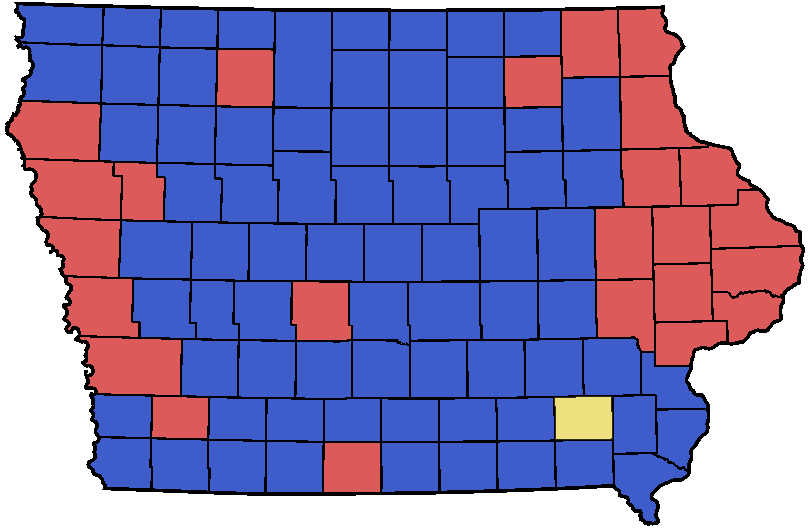
Mapa vítězů voleb v jednotlivých okresech Iowy (modrá: Mike Huckabee; červená: Mitt Romney; žlutá: Ron Paul).

Stranická shromáždění Republikánské strany v Iowě v roce 2008 vybírala kandidáta na republikánskou nominaci pro prezidentské volby ve Spojených státech v roce 2008. Volby proběhly 3. ledna, odevzdáno bylo celkem 118 696 platných hlasů a vítězem se stal se ziskem 34,41% hlasů Mike Huckabee. Docílit vítězství v některém z okresů (county) se podařilo ještě Mittu Romneymu a Ronu Paulovi.

## Výsledky
| Kandidát      | Počet hlasů | Procent | Potenciální počet delegátů |
| ------------- | ----------- | ------- | -------------------------- |
| Mike Huckabee | 40 841      | 34.41%  | 17                         |
| Mitt Romney   | 29 949      | 25,23%  | 12                         |
| Fred Thompson | 15 904      | 13,40%  | 3                          |
| John McCain   | 15 559      | 13,11%  | 3                          |
| Ron Paul      | 11 817      | 9,96%   | 2                          |
| Rudy Giuliani | 4 097       | 3,45%   | 0                          |
| Duncan Hunter | 524         | 0,44%   | 0                          |
| Tom Tancredo* | 5           | 0,00%   | 0                          |
| Celkem        | 118 696     | 100%    | 40                         |

* Tom Tancredo již v prosinci stáhl svou kandidaturu a doporučil hlasovat pro Mitta Romneyho.